# Idrinszkoje
Idrinszkoje (oroszul: Идринское) falu Oroszország ázsiai részén, a Krasznojarszki határterületen, a Idrinszkojei járás székhelye.
Népessége: 5135 fő (a 2010. évi népszámláláskor).

## Elhelyezkedése
A Krasznojarszki határterület délkeleti részén, Krasznojarszktól országúton kb. 400 km-re helyezkedik el. A Jenyiszejen kialakított Krasznojarszki-víztározóba jobbról beömlő Szida partján fekszik. A legközelebbi vasútállomás Kuraginóban van (120 km), az Abakan–Tajset vasútvonalon.

## Története
A mai járás területén az oroszok érkezése előtt nomád kojbálok éltek, akik a minuszinszki sztyeppről vándoroltak ide. A 18. század utolsó évtizedeiben egyre több orosz település alakult. Idrinszkoje falu nevét egy 1779. évi összeírás említi először.